# Šmartno v Tuhinju
Šmartno v Tuhinju – wieś w Słowenii, w gminie Kamnik. W 2018 roku liczyła 231 mieszkańców.